# ساژیتریا پاکوتاه
ساژیتریا پا کوتاه(نام علمی: Sagittaria subulata) نام یک گونه از تیره قاشق‌واشیان است.